# The September EP
Albums de Anorexia Nervosa
Redemption Process
(2004)
The September EP est le deuxième EP du groupe de black metal symphonique français Anorexia Nervosa. L'EP est sorti en 2005 sous le label Listenable Records.
L'EP est composé d'un titre refait, de trois reprises et de quatre titres joués en live. Les titres live ont été enregistrés le 7 mai 2005 à Clermont-Ferrand, en France.

## Musiciens
- Rose Hreidmarr : Chant
- Stefan Bayle : Guitare
- Pier Couquet: Basse
- Neb Xort: Claviers
- Nilcas Vant: Batterie

## Liste des morceaux
| No | Titre                                          | Durée |
| -- | ---------------------------------------------- | ----- |
| 1. | Sister September (version alternative)         |       |
| 2. | La Chouanne (reprise du groupe Forbidden Site) |       |
| 3. | Quintessence (reprise du groupe Darkthrone)    |       |
| 4. | I'll Kill You (reprise du groupe X Japan)      |       |
| 5. | The Shining (live)                             |       |
| 6. | Stabat Mater Dolorosa (live)                   |       |
| 7. | Worship Manifesto (live)                       |       |
| 8. | Le Portail de la Vierge (live)                 |       |